# Halottnak nyilvánítva (Lost)
2008. február 7-én került először adásba az amerikai ABC csatornán a sorozat 71. részeként. Drew Goddard és Brian K. Vaughan írta, és Stephen Williams rendezte. Az epizód középpontjában Naomi hajósai állnak.
|  | Alább a cselekmény részletei következnek! |

A Sziget előtt – Essex, Massachusetts:
Daniel Faraday ült egy kanapén, a tévét bámulva. A híradóban egy nő a 815-ös járat megtalálásáról számol be. Dan sokkos állapotban volt, barátnőjének (vagy feleségének) kérdésére sem felelt. Mikor a nő megkérdezi, hogy kedvese miért annyira feldúlt, a férfi csak annyit mond, hogy nem tudja.
A Szigeten:
A megmentők (?) helikoptere rázkódik, a műszerek tönkrementek, a gépezet nem bírja sokáig lezuhanás nélkül. Két személy veszekedik, Daniel csak üldögél. Az egyik férfi feltárja a helikopter ajtaját, és kilöki Faraday-t az esőbe. A férfi kinyitja az ejtőernyőjét, majd hamarosan földet ér. Gyorsan feláll, majd, mivel zajt hall a közelből, előkészíti fegyverét, és leveszi a sisakját. A nesz Jacknek illetve Kate-nek köszönhető, akik épp megtalálták Danielt.
- Maga Jack?
- Igen, én vagyok. Ki maga? – kérdezi a férfi.
Kisebb gondolkodás után Daniel elmondta a nevét, majd hozzátette, hogy azért van ott, hogy megmentse Jackéket.
A trió elindult a dzsungelben. Menet közben Faraday a tájat, a növényeket nézegette, majd Jack kérdésére felelve elmondta, hogy a helikopterben négyen voltak, őt is beleértve, de nem tudja, hogy hányan tudtak kiszökni mielőtt a gép lezuhant volna. A férfi elmondta, hogy elvesztette a csomagját, így hát nincs meg a telefonja. Jackék odaadják Naomi készülékét.
Daniel felhívta Minkowski-t, aki eléggé meg volt lepve, hogy hall Faraday felől. Megkérdezte, hogy mi történt, hol vannak a többiek, de Dan nem tudott felelni. Miután elmondta, hogy sikerült felvennie a kapcsolatot a túlélőkkel, George megkérdezte, hogy ki van-e hangosítva. Faraday egy bocsánatkérés után tovább ment, kikapcsolva a kihangosítót.
Kate megpróbálta megnyugtatni Jacket, mondván, hogy Naomi fedezte őket, nincs honnan tudják, hogy a túlélők egyike ölte meg a lányt. Jack megmutatja Kate-nek, hogy mit hordoz Daniel magával: fegyvert.
Miután befejezte a beszélgetést, Faraday elmondta, hogy a hajó még nem hallott senki felől sem, de mindenkinél van GPS-es felszerelés, amely küld koordinátákat a hajónak, a hajó meg vissza a telefonra, így hát a készülék meg tudja mutatni a csapat többi tagjának a helyzetét. Daniel megkérdezi, hogy Jackék segítenek-e neki a társainak a felkutatásában, mire a gerincsebész igennel válaszol. – Hol vannak a többiek? – teszi fel a kérdést Faraday. – Többségük a parton. – feleli Kate.
Locke az esőben álldogál. Hurley megpróbálja fedezék alá hurcolni, de nem sikerül: John nem megy sehová, hisz az eső úgyis hamarosan megáll – ahogy befejezte a mondatot, jóslata bevált. A csapat elindult, Locke vezetésével. – Miért kelet fele megyünk? – értetlenkedik James. – Azt mondtad, hogy a barakkok dél felé vannak. – Mert egy kisebb kerülőt kell tennünk először. – hangzott a válasz. – El kell mennem egy kis kunyhóhoz. Hurley közbeszól, mondván, hogy a kunyhó az ellenkező irányban van. John megkérdezi, hogy Hugo miről beszél, mire a férfi elmondja, hogy a pilótafülkére gondolt, ám John is, meg Ben is tudja, hogy ez nem így van. Sawyer tovább értetlenkedik, nem érti, miért kell elmenjenek a kunyhohóz, mire a kopasz azt mondja, hogy azért, mert erre hivatottak. – És arra is hivatva voltál, hogy dobj egy kést Naomi hátába?
Sawyer kérdésére Locke igennel felelt, majd elindult. James John után szólt, megkérdezve, hogy mégis kitől kapja a parancsokat – Walttól, mondta a kopasz.
Sayid az óceánt bámulta, amikor Juliet leült mellé. A nő elmondta, hogy Jack még mindig nem tért vissza, majd megkérdezte, hogy a férfi látott-e valamit. Sayid elmondta, hogy semmit, de a Sziget nagy, és lehet, hogy a hajó a másik oldalról közeledik. A férfi az után érdeklődött, hogy Ben miért mondaná azt, hogy akik jönnek, bántani akarják a túlélőket, mire Juliet elmondta, hogy valószínűleg azért, mert Linus hazug, és meg akarja őket félemlíteni. Egy kisebb szünet után Juliet hozzátette, lehet, hogy Ben igazat mondott, majd megkérdezte, hogy hány fegyver maradt meg.
Jack-ék a dzsungelben mászkáltak, mikor Kate észrevett egy dobozt a földön. Miközben Jack kinyitotta, Faraday zavarában mindent összemagyarázott. Shephard kivett egy gázmaszkot, megkérdezve, hogy az mit keres a dobozban. Faraday ismét valami butaságot mondott, Jack meg megkérdezte, hogy miért hozott fegyvert. A férfi azt válaszolta, hogy elővigyázatosság miatt, majd hozzátette, hogy a túlélők megmentése nem éppen az elsődleges feladatuk.
Jack megkérdezte, hogy akkor mi a legfontosabb feladatuk, ám Faradayt a telefon csipogása megmentette a választól: az egyik társa, Miles, a közelben volt.
James Ford Waltról érdeklődött, de nem igazán hisz abban, hogy John látta a fiút. Locke elmondta, hogy Michael fia arra kérte őt, hogy akadályozza meg Naomi küldetését, majd hozzátette, hogy Ben rálőtt, és otthagyta őt meghalni, ám Walt megmentette, szóval hitt a kölyöknek. Sawyer nem hitte, hogy Johnt meglőtték, egészen addig, amíg a kopasz meg nem mutatta a sebet: a golyó elől bement, hátul kijött, és szerencsére Locke-nak nem volt ott veséje, mert ha lett volna, már meghalt volna. Jamest meglepte a látvány, nem volt több kérdése.
Danielék egy sziklás parton mászkáltak, Milest keresve. Jack meglátta a férfit, elájulva, a víz közelében. A két túlélő és Faraday lemásztak Mileshoz, aki fegyvert szegezett Jackre amint a férfi közel ment hozzá. Dan megpróbálta megnyugtatni társát, nem sok sikerrel. Miles, miután megakadályozta, hogy Kate elvegye Faraday fegyverét, megkérdezte, hogy hol van Naomi, a lány, akit megöltek.
A Sziget előtt – Inglewood, California:
Miles Straume az autójában rádiót hallgatott: épp akkor mondták be, hogy megtalálták az Oceanic Airlines 815-ös járatát, és a hatóságok mind a 324 utast halottnak könyvelték el, amikor ő megállt egy ház előtt. A férfi kiszállt a kocsiból, kivett valamit a csomagtérből, majd kopogott az ajtón: egy afróamerikai nő nyitott ajtót. Ms. Gardner beengedte Milest, majd mikor mindketten az előtérben voltak, a férfi azt kérdezte, hogy melyik szobáról van szó. A nő elmondta, hogy a szoba fent van az emeleten.
Kisebb szünet után Miles tájékoztatta a nőt, hogy 200 dollárt kell majd fizessen, nem 100-at, ahogy előzőleg megegyeztek, mivel megtudta, hogy Ms. Gardner unokáját meggyilkolták. Míg Miles kipakolt és összeszerelte a gépezetét, a nő előkészítette a pénzt. A jutaléka megszámolása után a férfi megkérte Ms. Gardnert, hogy bármit is hall, ne menjen fel az emeletre.
Miles bement a szobába, majd bekapcsolta a porszívóra emlékeztető gépezetét, és leült az ágy szélére. Kisebb szünet után elkezdett beszélni: – Ezzel nem teszel semmit jót a nagymamádnak. Sok fájdalmat okozol neki? Le szeretnék menni, és meg szeretném mondani neki, hogy elmentél? De csak úgy tudom megcsinálni mindezt, ha elmondod, hol van?. Szóval, hol van? Miles monológját egy hangos puffanás szakította meg. A férfi odament a könyvespolchoz, odébbtolta, és megtalálta amit keresett: pénzt, elrejtve a szellőztetőben. A férfi visszatolta a polcot, kikapcsolta a masinát, majd visszanézett a szobába, mondván, hogy ?most már elmehetsz?.
Miles lement az emeletről, ahol az aggódó nagymama fogadta, kérdezvén, hogy működött-e a szelleműzés. A férfi igennel válaszolt, majd visszaadta a nőnek a fizetségének a félet, mondván, hogy nem volt olyan nehéz, mint amilyennek gondolta. Ms. Gardner egy ölelés kíséretében megköszönte Milesnak.
A Szigeten:
Faraday odaszaladt Mileshoz, megakadályozni a fegyver elsülését, mondván, hogy Jackék jó emberek. Straume elmondta, hogy Naomi használta a kódot (mondd meg a testvéremnek, hogy szeretem), amit akkor kell mondjanak, amikor fogságba esnek. Miles követelte, hogy Jackék vigyék őt el Naomi holttestéhez. Kate megpróbálta megmagyarázni, hogy aki megölte a lányt, John Locke, már nem velük van, ám mindez Straume-ot nem érdekelte.
Locke csapata egy pataknál pihent, mindenki vizet gyűjtött. Ben beszélni akart Alex-szel, de a lány nem figyelt. Karl felállt, fegyverére mutatott, és megkérte Bent, hogy hallgasson.
- Mivel a lányommal vagy együtt, nyugodtan szólíthatsz Bennek. – mondta Ben, mivel Karl Mr. Linusnak szólította.
A fiú mérgében elővette fegyverét, de Sawyer megnyugtatta, és elküldte sétálni. Ben szerint James azért jött John csapatába, mert ha kijut a Szigetről, nem fog tudni versenybe szállni egy gerincsebésszel, és igazából Sawyer remélte, hogy Kate vele fog tartani. Linus tovább játszadozott James idegeivel, mire a férfi elkezdte rugdosni meg ütni Bent. Locke megpróbálta megakadályozni, mire Sawyer megkérdezte, hogy egyáltalán miért tartják életben. John elmondta, hogy azért tartják életben, mert nagyon régóta van a Szigeten, és mert olyan információkkal rendelkezik, melyekre nekik szükségük van. A kopasz szépen megakadályozta, hogy Sawyer megölje a férfit. James elmondta, hogy szerinte Ben már ki is gondolta, hogyan fog kiszabadulni a túlélők fogságából.
Miles Naomi teste fölött imádkozott, míg Daniel makogott valamit a fény eséséről. Kate megkérte Faradayt, hogy tegye el a fegyverét, de Dan szerint ha megteszi, amit Kate kért, Miles megölné. Kate meg akarta puhítani Faradayt, ám Jack közbevágott: a nő hiába próbálkozik, úgyse fog sikerülni. Mondandóját befejezve, Jack odakaccsintott Katenek.
Straume odament Danhez, mondván, hogy minden úgy történt, ahogy elmondták. A telefon jelezte, hogy Charlotte, egyik társuk nincs messze tőlük, Miles pedig elindult a nő után. Jack azt mondja, hogy jobb lesz, ha Straume-ék leteszik a fegyverüket, mivel a túlélők ott vannak a dzsungelben, egy-egy fegyvert szegezve Faraday-ék fejéhez. Miles nem hiszi, ám Sayidék jópár lövéssel bebizonyítják, hogy bizony ott vannak.
A Sziget előtt – Medenine, Tunisia:
Egy nő szállt ki egy autóból egy sivatagos táj közepén. Felvett egy újságot, melyen franciául írta, hogy megtalálták az Oceanic Airlines eltűnt repülőgépét. A nő, Charlotte Lewis, be akart menni egy zárt ásatáshoz, ám egy férfi nem engedte be. Charlotte lefizette az afro-amerikait, majd bement a feltárás helyszínére: a fordítója azt hitte, egy dinószauruszt ástak ki, ám Charlotte tudta, hogy nem – egy jegesmedve volt a földben. A fordító azt hitte, valami átverésről van szó. Lewis vett egy szerszámot, és elkezdett ásni a medve feje mellett – hamarosan meglelte, amit keresett: egy DHARMA Kezdeményezés, pontosabban Hydra állomás logót viselő nyakörvet.
A Szigeten:
Charlotte földet érése nem volt valami szerencsés – fejjel lefelé lógott egy folyó fölött. Megpróbált felmászni, ám nem sikerült, így hát a másik utat választotta: beleszökött a folyóba. Boldog volt, egész addig, amíg megpillantotta John csapatát.
Juliet elmesélte Jacknek, hogy aggódtak a férfi miatt, ezért Sayiddal együtt elmentek a pilótafülkéig, onnan meg követték a nyomokat. Közben Sayid a túszait kérdezgette, először a nevüket akarta megtudni. Daniel elmondta az ő teljes nevét, ám Miles nem engedte, hogy a túlélők megtudják a családnevét. Az arab ezután Faraday-t faggatta: Dan elmondása szerint egy fizikus. Mikor Sayid Miles-t kérdezte, azt mondta, szarkasztikusan, hogy talajmintákat gyűjtöget. Az arab megjegyezte, hogy a világ azt hiszi, hogy ők halottak, ám Danielék egy keresőcsapat tagjai, akik egyáltalán nem voltak meglepődve, mikor megtudták, hogy a 815-ös járatnak túlélőivel találkoztak.
Charlotte a túlélőket kérdezgette, de senki sem akart válaszolni neki. Hurley elkezdte mesélni a történetüket, ám John közbeszólt. A lány felfigyelt Claire-re meg Aaronra, majd mikor megtudta, hogy a gyerek a Szigeten született, nagyon meg volt lepődve. Lewis elmondta, hogy a GPS-jelzőnek köszönhetően hamarosan a segítségükre sietnek a hajósok.
John a megkérdezte, hogy hányan vannak. Charlotte elmondta, hogy négyen, őt is beleértve, majd válaszolva Locke újabb újabb kérdésére elmondta, hogy nem tudja mi történt a helikopterrel, ám a pilóta megpróbálta biztonságban letenni a gépet.
John felállt, és készült indulni – Charlotte nem értette. Elmondta, hogy egy helyben kell maradniuk, hogy rájuktaláljanak, ám ekkor tájékoztatta John a lányt: ők nem akarják, hogy rájuktaláljanak.
Sayid a telefonnal babrált, mikor feltűnt a képernyőn Charlotte – a lány a túlélők felé szaladt. A túlélők is elkezdtek szaladni a lány irányába, majd mikor odaértek, kiderült, hogy Johnék rákötötték a lány jelzőszerkezetét Vincentre.
A Sziget előtt – Eleuthera, a Bahamák:
Egy férfi, Frank Lapidus, egy szobában volt. A tévé éppen felvételeket mutatott az Oceanic Airlines 815-ös járatának feltárásáról. A pilótát már azonosították: Seth Norris. Frank megnézte a mutatott holttestet közelebbről, majd felhívta a megadott telefonszámot. Egy nő válaszolt, ám Lapidus egyből a felettessel akart beszélni, hisz tud valamiket a zuhanásról.
Frank elmondta, hogy az a holttest nem Seth Norrisé, hisz a férfi sosem tette le a jegygyűrűjét. A telefon másik oldalán levő személy megkérdezte, hogy Lapidus honnan ismeri ilyen jól Norrist, mire Frank elmondta, hogy ő kellett volna legyen a pilóta.
A Szigeten:
Frank megmászott egy dombocskát, majd mikor felért, egy szarvasmarha várta. Az állat megnézte Lapidust, majd továbbment. A férfi megpróbált talpra állni, de leesett, ráadásul a telefonja is tönkre volt menve. Kilőtt egy jelzőrakétát.
Charlotte is észrevette a jelzést, és el is indult volna a személy felkutatására. A túlélők nem örvendtek, a lány meg nem értette: életét kockáztatva kiszökött a helikopterből, hogy mentse meg őket. Hurley szerint el kellene menjenek a személyhez, hisz lehet, hogy megsérült, ám John azt felelte, hogy Charlotte hazudik, hisz nem a túlélők miatt jöttek a Szigetre.
Charlotte elindult, ám John megpróbálta megakadályozni – a lány elkezdett kiáltani, mire Ben mellkasába lőtt pár golyót. A lány összeesett, Sawyer meg letámadta Bent. Charlotte golyóvédő mellényt viselt, így hát nem halt meg.
Jackék megtalálták Lapidus-t. A pilótának sikerült szépen letennie a helikoptert egy völgybe.
A Sziget előtt:
Naomi Dorrit egy üres épületben volt, Matthew Abaddon-nal. A férfi mutatott a lánynak pár fotót, a csapatja tagjairól. Naomi elmondása szerint egyikük sem kapott katonai kiképzést, ráadásul mindegyik személyről megvan a maga nem éppen pozitív véleménye. A lány arról kérdezősködik, hogy mit tegyen, ha talál túlélőket a 815-ös járatról. Abaddon meg van győződve afelől, hogy nem élte túl senki sem a zuhanást. A férfi elmondása szerint az egész terv Naomin alapul, a lány feladata annyi, hogy csapatjának mind a négy tagját biztonságban tartsa, megakadályozza hogy akármelyikük meghaljon. Naomi, elmondása szerint, meg tudja ezt csinálni.
A Szigeten:
Míg Sayid a helikoptert vizsgálgatta, Kate és Daniel Naomi holttestét vitték egy hordágyon. Az arab túlélő szerint kisebb gondok vannak a géppel, a mechanikai része érintetlen: lehet vele repülni. Miles a telefont kérte, Jack odaadja, ha a férfi elmondja, hogy mit keresnek a Szigeten. Straume megígérte, hogy elmondja, amint megkapja a telefont. Jack odaadta.
Miles felhívta a hajót, de nem Minkowski vette fel, hanem egy nő, Regina. Straume George-ot kérte, de a nő elmondása szerint Minkowski nem tudott akkor beszélni.
Juliet Frank sebeit kezelte, mikor a férfi rájött, hogy Dr. Burke nem volt a lezuhant Oceanic gépen. Lapidus elmondta Milesnak, aki meg akarta tudni, hogy hol van Benjamin Linus, hisz miatta jöttek ők a Szigetre.
Sawyer fegyvert szegezett Benre. John odamegy, és elkéri a fegyvert, mondván, hogy az ő hibája, majd ő elintézi. Locke megkéri Danielle-t, hogy vezesse el Alexet, mert nem tenne neki jót, ha látná az ?apját? meghalni. Sőt, John megkér mindenkit, aki nem akarja látni Ben halálát, az távozzon.
- John, figyelj… Birtokában vagyok olyan információknak, melyekre szükséged van. Vannak válaszaim. – mondta Ben.
Locke rákérdezett, hogy mi a Szörny, a Sziget Védelmi Rendszere, de Ben azt mondta, hogy nem tudja. Ekkor Linus elmondta Charlotte teljes nevét, születésének idejét illetve helyét, meg hogy kikkel jött: Daniel Faraday, Miles Straume, valamint Frank Lapidus.
Ben azt is tudja, hogy miatta vannak a Szigeten, hogy őt keresték.
- Honnan tudod mindezt? – kérdezte John.
- Mert van egy emberem a hajójukon. – hangzott a sokkoló válasz.
|  | Itt a vége a cselekmény részletezésének! |